# Scuticaria salesiana
Scuticaria salesiana är en orkidéart som beskrevs av Robert Louis Dressler. Scuticaria salesiana ingår i släktet Scuticaria och familjen orkidéer. Inga underarter finns listade i Catalogue of Life.

## Bildgalleri

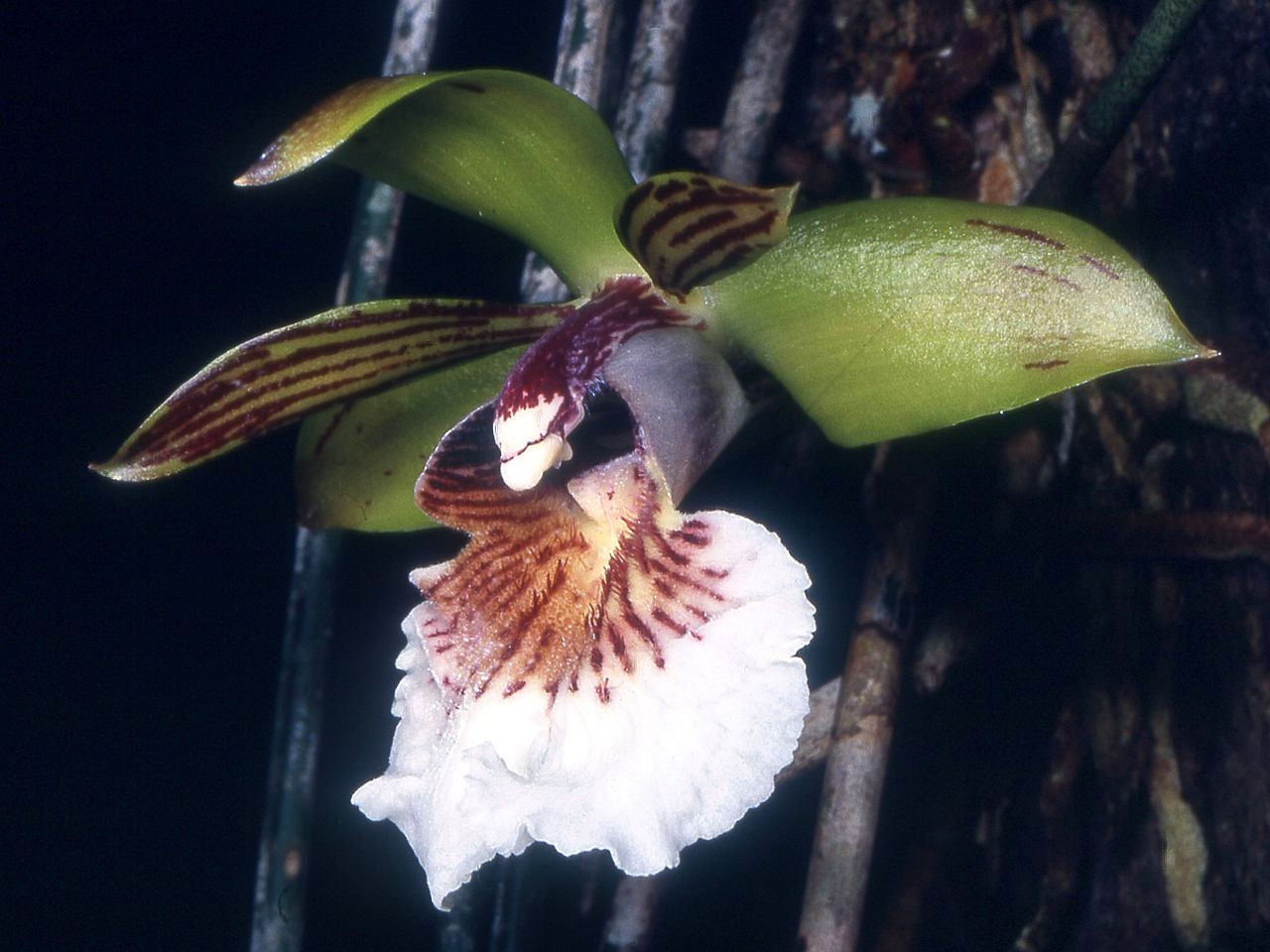